# Самсонівка (Курська область)
Самсонівка (рос. Самсоновка) — присілок в Солнцевському районі Курської області Російської Федерації.
Населення становить 103 особи. Входить до складу муніципального утворення Суботинська сільрада.

## Історія
Населений пункт розташований на території українського етнічного та культурного краю Східна Слобожанщина.
Від 2004 року входить до складу муніципального утворення Суботинська сільрада.

## Населення
| 2002 | 2010 |
| ---- | ---- |
| 115  | ↘103 |